# Mapungubwe-Hügel

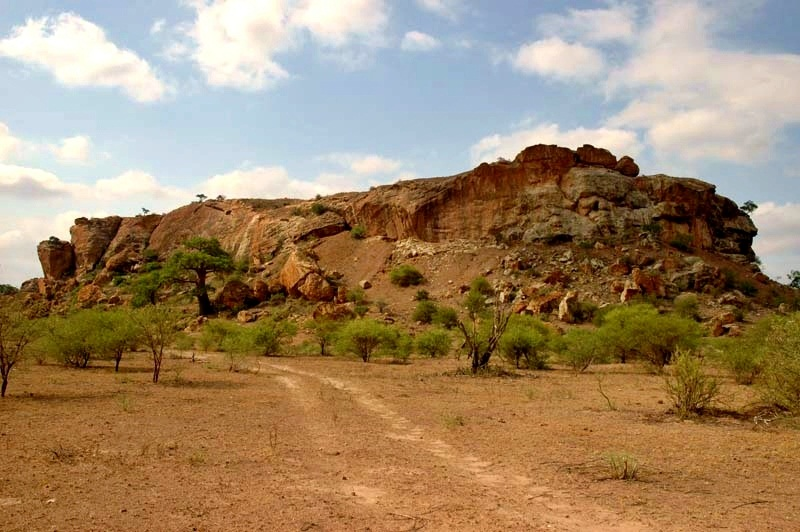
Mapungubwe-Hügel

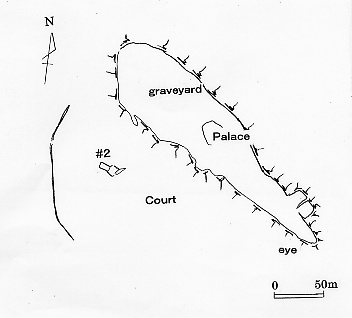
Karte des Mapungubwe-Hügels

Mapungubwe ist eine Ausgrabungsstätte nahe dem Dreiländereck Südafrika-Simbabwe-Botswana – westlich von Musina – in der südafrikanischen Provinz Limpopo. Auf dem seit 1933 ausgegrabenen Hügel wurden Königsgräber gefunden, in den unteren Bereichen Reste einer Stadt.
Erste Ansiedlungen von Bauern am Limpopo datieren ungefähr auf das Jahr 900, etwa der als Schroda bekannte Ort. Nach Forschungsergebnissen der Universität Pretoria bestand Mapungubwe etwa in der Zeit zwischen 1030 und 1290. Es entstand als Erweiterung der am etwas südwestlich gelegenen Bambandyanalo Hill gefundenen Siedlung (auch unter dem Namen K 2 bekannt). Mit dem Niedergang von Mapungubwe aufgrund veränderter klimatischer Bedingungen begann der Aufstieg des Reiches von Groß-Simbabwe.
Nur etwa 70 Jahre lang war die Hügelkuppe besiedelt. Die Ausgrabungen legen nahe, dass dort die Herrscher und ihre Soldaten lebten und von den in den unteren Bereichen lebenden Bauern ernährt wurden. Dies wäre der früheste Nachweis einer Klassengesellschaft im südlichen Afrika. In dieser Zeit wird die Gesamtzahl der Personen, die mit der Herrschaft in Mapungubwe verbunden waren, auf 9000 geschätzt, davon 3000–5000 in der Stadt.

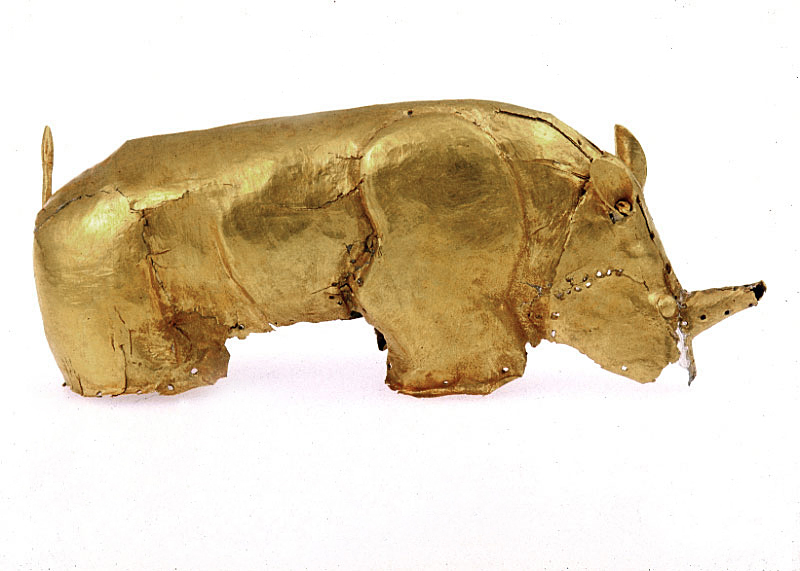
Goldenes Nashorn von Mapungubwe

Die gefundenen Artefakte sind Glasperlen, Porzellan, Elfenbein, Kupfer und Gold. Viele von ihnen deuten auf intensive Handelsbeziehungen mit der afrikanischen Ostküste hin. Sie werden in Pretoria aufbewahrt, im Museum im nahen Musina sind Replikate ausgestellt. Bekanntestes Fundstück ist ein aus Holz geschnitztes, mit Goldfolie überzogenes 14 cm langes Rhinozeros. Das Gold stammt aus der Region, aber dargestellt ist ein indisches oder javanisches Nashorn. Das führte zu der Hypothese, dass die Figur über den Indischen Ozean importiert und nachträglich vergoldet wurde.
Der höchste Orden der Republik Südafrika, der 2002 gestifte Order of Mapungubwe, zeigt das Profil des Tieres.
Seit 2003 sind die archäologischen Fundstätten und die umgebende Landschaft UNESCO-Weltkulturerbe, außerdem haben sie den Status eines Nationalparks (siehe Mapungubwe-Nationalpark). Der Name Mapungubwe bedeutet ‚Ort des Steins der Weisheit'.

## Bedrohung durch Kohlebergwerk
Die südafrikanische Regierung genehmigte im Jahre 2011 den Bau eines Kohlebergwerks in der unmittelbaren Umgebung der Welterbestätte und des Nationalparks. Gegner befürchteten für die Zeit nach Fertigstellung des Bergwerks Belastungen durch Staubentwicklung für Tier- und Pflanzenwelt sowie eine Verseuchung des Trinkwassers. Ferner befürchteten sie den Bau von Kohlekraftwerken und ein erhöhtes Verkehrsaufkommen durch Lkw-Verkehr. Der Weiterbau des Bergwerks wurde Ende 2011 durch das Umweltministerium Südafrikas gestoppt.